# Erdrotationsparameter
Als Erdrotationsparameter (ERP) werden drei zeitlich veränderliche Zahlenwerte bezeichnet, die den Zustand der Erdrotation beschreiben:
- die Weltzeit-Korrektur DUT1 (kleine Unregelmäßigkeit der Erdrotation, im Bereich Millisekunden pro Tag)
- Polkoordinaten x und y (Durchstoßpunkte der Erdachse an den Polen der Erde).

Der Wert von DUT1 ändert sich meist monoton (immer in einer Richtung) und ist die Ursache für die Schaltsekunden, um welche die Koordinierte Weltzeit UTC alle 1 bis 3 Jahre der mittleren Erdrotation nachgeregelt werden muss. Die beiden Polkoordinaten variieren spiralförmig im Rhythmus der Chandler-Periode (etwa 430 Tage, überlagert von einer 365-Tage-Periode), bleiben aber innerhalb eines 20 Meter großen Kreises.
Die Einflüsse der Erdrotationsparameter können auf speziellen Observatorien, den geodätisch-astronomischen Fundamentalstationen, fortlaufend gemessen werden, weil sich alle Observatorien mit der Erdrotation in 23,9345 Stunden um die Erdachse drehen. Die Messungen werden durch internationale Dienste einheitlich ausgewertet. Dafür ist vor allem der Internationale Erdrotationsdienst IERS zuständig.